# Julien Detal
Julien Detal (1915-1944) fut, pendant la Seconde Guerre mondiale, un agent belge du service secret britannique Special Operations Executive.

## Biographie
Julien Théodore Joseph Marie Detal naît en 1915 en France. Ses parents sont Joseph Julien et Alice Georgine Detal, de Bruxelles en Belgique.
Il sert dans l'armée belge de 1937 à 1940 où il est officier subalterne. Il est ensuite recruté par le service secret britannique Special Operations Executive, d'abord rattaché à la Section T (belge). Il opère alors sous le nom de guerre « Gypsy ». Pour sa deuxième mission, il passe à  la section F (française). Avec le nom de guerre « Rodrigue », il est parachuté le 24 février 1944 avec Philippe Duclos « Christian », pour monter et diriger le réseau « Delegate », dont la mission consiste à étoffer le réseau « Butler » ainsi qu'à couper les communications entre la Bretagne et le reste de la France. Cependant, le réseau Butler est tombé aux mains des Allemands depuis longtemps. Ils sont donc arrêtés dès l'atterrissage. Julien Detal est déporté en août à Buchenwald. Il est exécuté le 10 septembre 1944, pendu au crématoire du camp.

## Reconnaissance

### Distinctions
Aucune distinction n'est mentionnée dans les documents cités comme sources.

### Monuments
- En tant que l'un des 104 agents du SOE section F morts pour la France, Julien Detal est honoré au mémorial de Valençay (Indre).
- Brookwood Memorial, Surrey, panneau 22, colonne 1.
- Au camp de Buchenwald, une plaque, inaugurée le 15 octobre 2010, honore la mémoire des officiers alliés du bloc 17 assassinés entre septembre 1944 et mars 1945, notamment vingt agents du SOE, parmi lesquels figure « Detal, Lt. J.T.J.M. ».